# Fizikai állandó
Fizikai állandó minden olyan fizikai mennyiség, amely általános természetű, és időben változatlannak tételezhető fel.

## Dimenzióval jellemzett és dimenziómentes állandók
Bár a fizikai állandók nagysága független attól, milyen mértékegységben mérik, számértéke függ a mértékegységétől. Így a fény sebessége megadható m/s-ban, de akár mérföld/óra vagy tengeri csomó mértékegységben is.
Eltérést okozhat a definíciós egyenlet megadása. Például a mágneses térerő és indukció kapcsolatában eltér egymástól az SI és a CGS-mértékegységrendszer a 4π értékével.
A hányados jellegű mennyiségek dimenzió nélküliek. Például a m/m (méter per méter) ugyanazt a mérőszámot adja, mintha láb/láb formában lenne megadva.

## A fizikai állandók változása
Paul Dirac (1937) óta vita tárgyát képezi, hogy a fizikai állandók értéke csökken-e a világegyetem élettartamától függően. A mérések mindeddig nem szolgáltattak bizonyítékot erre. Feltételezik azonban, hogy a G (γ) gravitációs állandó évente 10−11, az α finomszerkezeti állandó évente 10−5 értéknél kisebb mértékben változik.

## Emberközpontú szemléletmód
Vannak olyan feltételezések, hogy, ha az alapvető fizikai állandók értéke elegendő mértékben különbözne a jelenlegitől, nem jöhetett volna létre intelligens élet sehol a Világegyetemben. Másrészt, ha nem létezne intelligens élet, nem volna senki, aki képes volna megfigyelni ezen állandók változatlanságát.

## Alapvető fizikai állandók
| mennyiség                       | jele                             | értéke                                                      | relatív mérési bizonytalansága |
| ------------------------------- | -------------------------------- | ----------------------------------------------------------- | ------------------------------ |
| fénysebesség vákuumban          | {\displaystyle c\,}              | 299 792 458 m·s−1                                           | pontosan                       |
| newtoni gravitációs állandó     | {\displaystyle G\,}              | 6,674 28(67)×10−11 m3·kg−1·s−2                              | 1,0 × 10−4                     |
| Planck állandó                  | {\displaystyle h\,}              | 6,626 068 96(33) × 10−34 J·s                                | 5,0 × 10−8                     |
| redukált Planck (Dirac) állandó | {\displaystyle \hbar =h/(2\pi )} | 3,313 034 48π−1 × 10−34 J·s = 1,054 571 628(53) × 10−34 J·s | 5,0 × 10−8                     |

## Elektromágneses állandók táblázata
| mennyiség                                  | jele                                                 | értéke                                                                                     | relatív mérési bizonytalansága |
| ------------------------------------------ | ---------------------------------------------------- | ------------------------------------------------------------------------------------------ | ------------------------------ |
| mágneses állandó (vákuum permeabilitása)   | {\displaystyle \mu _{0}\,}                           | 4π × 10−7 N·A−2 = 1,256 637 061... × 10−6 N·A−2                                            | pontosan                       |
| elektromos állandó (vákuum permittivitása) | {\displaystyle \varepsilon _{0}=1/(\mu _{0}c^{2})\,} | 2,781 625 140 134 046 080 435 224 912 12π−1 × 10−11 F·m−1 = 8,854 187 817... × 10−12 F·m−1 | pontosan                       |
| a vákuum impedanciája, hullámimpedancia    | {\displaystyle Z_{0}=\mu _{0}c\,}                    | 119,916 983 2π Ω = 376,730 313 461... Ω                                                    | pontosan                       |
| Coulomb-állandó                            | {\displaystyle \kappa =1/4\pi \epsilon _{0}\,}       | 8,987 551 787 368 176 4 × 109 N·m²·C−2                                                     | pontosan                       |
| elemi töltés                               | {\displaystyle e\,}                                  | 1,602 176 487(40) × 10−19 C                                                                | 2,5 × 10−8                     |
| Bohr-magneton                              | {\displaystyle \mu _{B}=e\hbar /2m_{e}}              | 927,400 915(23) × 10−26 J·T−1                                                              | 2,5 × 10−8                     |
| vezetőképességi kvantum                    | {\displaystyle G_{0}=2e^{2}/h\,}                     | 7,748 091 717 914 392 775 819 594 884 104 2(53) × 10−5 S                                   | 6,8 × 10−10                    |
| inverz vezetőképességi kvantum             | {\displaystyle G_{0}^{-1}=h/2e^{2}\,}                | 12 906,403 749 556 760 396 515 369 018 534(88) Ω                                           | 6,8 × 10−10                    |
| Josephson állandó                          | {\displaystyle K_{J}=2e/h\,}                         | 4,835 978 91(12) × 1014 Hz·V−1                                                             | 2,5 × 10−8                     |
| mágneses fluxus kvantum                    | {\displaystyle \phi _{0}=h/2e\,}                     | 2,067 833 667(52) × 10−15 Wb                                                               | 2,5 × 10−8                     |
| nukleáris magneton                         | {\displaystyle \mu _{N}=e\hbar /2m_{p}}              | 5,050 783 43(43) × 10−27 J·T−1                                                             | 8,6 × 10−8                     |
| von Klitzing állandó                       | {\displaystyle R_{K}=h/e^{2}\,}                      | 25 812,807 499 113 520 793 030 738 037 068(18) Ω                                           | 6,8 × 10−10                    |

## Atomfizikai és nukleáris állandók
| mennyiség               | mennyiség               | jele                                                                            | értéke                                                  | relative mérési bizonytalansága |
| ----------------------- | ----------------------- | ------------------------------------------------------------------------------- | ------------------------------------------------------- | ------------------------------- |
| Bohr-sugár              | Bohr-sugár              | {\displaystyle a_{0}=\alpha /4\pi R_{\infty }\,}                                | 0,529 177 2108(18) × 10−10 m                            | 3,3 × 10−9                      |
| elektron sugara         | elektron sugara         | {\displaystyle r_{e}=e^{2}/4\pi \epsilon _{0}m_{e}c^{2}\,}                      | 2,817 940 299 579 513 654 416 052 301 942(58) × 10−15 m | 2,1 × 10−9                      |
| elektron tömege         | elektron tömege         | {\displaystyle m_{e}\,}                                                         | 9,109 382 15(45) × 10−31 kg                             | 5,0 × 10−8                      |
| Fermi csatolási tényező | Fermi csatolási tényező | {\displaystyle G_{F}/(\hbar c)^{3}}                                             | 1,166 39(1) × 10−5 GeV−2                                | 8,6 × 10−6                      |
| finomszerkezeti állandó | finomszerkezeti állandó | {\displaystyle \alpha =\mu _{0}e^{2}c/(2h)=e^{2}/(4\pi \epsilon _{0}\hbar c)\,} | 7,297 352 537 6(50) × 10−3                              | 6,8 × 10−10                     |
| Hartree energia         | Hartree energia         | {\displaystyle E_{h}=2R_{\infty }hc\,}                                          | 4,359 744 17(75) × 10−18 J                              | 1,7 × 10−7                      |
| proton tömege           | proton tömege           | {\displaystyle m_{p}\,}                                                         | 1,672 621 637(83) × 10−27 kg                            | 5,0 × 10−8                      |
| cirkulációs kvantum     | cirkulációs kvantum     | {\displaystyle h/2m_{e}\,}                                                      | 3,636 947 550(24) × 10−4 m² s−1                         | 6,7 × 10−9                      |
| Rydberg állandó         | Rydberg állandó         | {\displaystyle R_{\infty }=\alpha ^{2}m_{e}c/2h\,}                              | 10 973 731,568 525(73) m−1                              | 6,6 × 10−12                     |
| Thomson keresztmetszet  | Thomson keresztmetszet  | {\displaystyle (8\pi /3)r_{e}^{2}}                                              | 6,652 458 73(13) × 10−29 m²                             | 2,0 × 10−8                      |
| Weinberg szög           | Weinberg szög           | {\displaystyle \sin ^{2}\theta _{W}=1-(m_{W}/m_{Z})^{2}\,}                      | 0,222 15(76)                                            | 3,4 × 10−3                      |

## Fizikai-kémiai állandók
| mennyiség                                 | mennyiség                                                  | jele | értéke                                                                            | relatív mérési bizonytalansága |
| ----------------------------------------- | ---------------------------------------------------------- | --- | --------------------------------------------------------------------------------- | ------------------------------ |
| atomi tömegegység                         | atomi tömegegység                                          | {\displaystyle m_{u}=1\ u\,}                                                                            | 1,660 538 86(28) × 10−27 kg                                                       | 1,7 × 10−7                     |
| Avogadro-szám                             | Avogadro-szám                                              | {\displaystyle N_{A},L\,}                                                                               | 6,022 141 5(10) × 1023 mol−1                                                      | 1,7 × 10−7                     |
| Boltzmann-állandó                         | Boltzmann-állandó                                          | {\displaystyle k=R/N_{A}\,}                                                                             | 1,380 650 388 238 137 546 253 272 195 613 5(24) × 10−23 J·K−1                     | 1,8 × 10−6                     |
| Faraday-állandó                           | Faraday-állandó                                            | {\displaystyle F=N_{A}e\,}                                                                              | 96 485,337 716 389 95(83)C·mol−1                                                  | 8,6 × 10−8                     |
| első sugárzási állandó                    |                                                            | {\displaystyle c_{1}=2\pi hc^{2}\,}                                                                     | 1,191 042 819 608 808 028 820 490 4π × 10−16 W·m² = 3,741 771 18(19) × 10−16 W·m² | 5,0 × 10−8                     |
| első sugárzási állandó                    | spektrális sugárzásra                                      | {\displaystyle c_{1L}\,}                                                                                | 1,191 042 82(20) × 10−16 W·m² sr−1                                                | 1,7 × 10−7                     |
| Loschmidt állandó                         | {\displaystyle T}=273,15 K és {\displaystyle p}=101 325 Pa | {\displaystyle n_{0}=N_{A}/V_{m}\,}                                                                     | 2,686 777 3(47) × 1025 m−3                                                        | 1,8 × 10−6                     |
| Egyetemes gázállandó (moláris gázállandó) | Egyetemes gázállandó (moláris gázállandó)                  | {\displaystyle R\,}                                                                                     | 8,314 472(15) J·K−1·mol−1                                                         | 1,7 × 10−6                     |
| moláris Planck-állandó                    | moláris Planck-állandó                                     | {\displaystyle N_{A}h\,}                                                                                | 3,990 312 716(27) × 10−10 J·s·mol−1                                               | 6,7 × 10−9                     |
| ideális gáz moláris térfogata             | {\displaystyle T}=273,15 K és {\displaystyle p}=100 000 Pa | {\displaystyle V_{m}=RT/p\,}                                                                            | 2,271 098 026 8(40) × 10−2 m³·mol−1                                               | 1,7 × 10−6                     |
| ideális gáz moláris térfogata             | {\displaystyle T}=273,15 K és {\displaystyle p}=101 325 Pa | {\displaystyle V_{m}=RT/p\,}                                                                            | 2,241 399 483 641 746 854 182 087 342 709 1(39) × 10−2 m³·mol−1                   | 1,7 × 10−6                     |
| Sackur–Tetrode állandó                    | {\displaystyle T}=1 K és {\displaystyle p}=100 000 Pa      | {\displaystyle S_{0}/R={\frac {5}{2}}} {\displaystyle +\ln \left[(2\pi m_{u}kT/h^{2})^{3/2}kT/p\right]} | −1,151 704 7(44)                                                                  | 3,8 × 10−6                     |
| Sackur–Tetrode állandó                    | {\displaystyle T}=1 K és {\displaystyle p}=101 325 Pa      | {\displaystyle S_{0}/R={\frac {5}{2}}} {\displaystyle +\ln \left[(2\pi m_{u}kT/h^{2})^{3/2}kT/p\right]} | −1,164 867 7(44)                                                                  | 3,8 × 10−6                     |
| második sugárzási állandó                 | második sugárzási állandó                                  | {\displaystyle c_{2}=hc/k\,}                                                                            | 1,438 775 2(25) × 10−2 m·K                                                        | 1,7 × 10−6                     |
| Stefan-Boltzmann állandó                  | Stefan-Boltzmann állandó                                   | {\displaystyle \sigma =(\pi ^{2}/60)k^{4}/\hbar ^{3}c^{2}}                                              | 5,670 400(40) × 10−8 W·m−2·K−4                                                    | 7,0 × 10−6                     |
| Wien-féle eltolódási törvény állandója    | Wien-féle eltolódási törvény állandója                     | {\displaystyle b=(hc/k)/\,} 4.965 114 231...                                                            | 2,897 768 5(51) × 10−3 m·K                                                        | 1,7 × 10−6                     |

## Megállapodás szerinti állandók
| mennyiség                                                                     | mennyiség                                                                     | jele                                                           | értéke                  | relatív mérési bizonytalansága |
| ----------------------------------------------------------------------------- | ----------------------------------------------------------------------------- | -------------------------------------------------------------- | ----------------------- | ------------------------------ |
| Josephson állandó alapértéke                                                  | Josephson állandó alapértéke                                                  | {\displaystyle K_{J-90}\,}                                     | 4,835 979 × 1014 Hz·V−1 | pontosan                       |
| von Klitzing állandó alapértéke                                               | von Klitzing állandó alapértéke                                               | {\displaystyle R_{K-90}\,}                                     | 25 812,807 Ω            | pontosan                       |
| moláris tömeg                                                                 | állandóként                                                                   | {\displaystyle M_{u}=M(\,^{12}{\mbox{C}})/12}                  | 1 × 10−3 kg·mol−1       | pontosan                       |
| moláris tömeg                                                                 | a szén-12-ből                                                                 | {\displaystyle M(\,^{12}{\mbox{C}})=N_{A}m(\,^{12}{\mbox{C}})} | 1,2×10−2 kg·mol−1       | pontosan                       |
| a földi nehézségi gyorsulás szabványos értéke (a szabadesés a Föld felszínén) | a földi nehézségi gyorsulás szabványos értéke (a szabadesés a Föld felszínén) | {\displaystyle g_{n}\,\!}                                      | 9,806 65 m·s−2          | pontosan                       |
| szabványos légnyomás                                                          | szabványos légnyomás                                                          | {\displaystyle {\mbox{atm}}\,}                                 | 101 325 Pa              | pontosan                       |

A 24. Általános Súly- és Mértékügyi Konferencia határozatai értelmében pontos (konvencionális) értékűvé vált a cézium által kibocsátott frekvencia (idő), a fénysebesség (hosszúság), a Planck-állandó (tömeg), az elemi töltés nagysága (áramerősség), a Boltzman-állandó (hőmérséklet), az Avogadro-állandó (anyagamennyiség) és a maximális spektrális fényhasznosítás (fényerősség) értéke
A 26. Általános Súly- és Mértékügyi Konferencia (2018-ban) további állandók értékét is rögzítette.

## Dimenzióanalízissel leszármaztatott állandók
A dimenzióanalízis lehetővé teszi, hogy az öt alapvető fizikai állandó, {\displaystyle G,e,\mu _{0},h\,} és {\displaystyle c\,} értékéből további fizikai állandók legyenek származtatva. Ez az eljárás előnyös további fizikai elméletek megfogalmazásához.
Az eljárás hasonló az ú.n. hiperfizika módszeréhez, amely a Planck-állandóból vezeti le a fizikai mennyiségeket.
| dimenzió, fizikai mennyiség                   | származtatott állandó                                       | SI érték                               |
| --------------------------------------------- | ----------------------------------------------------------- | -------------------------------------- |
| hosszúság                                     | {\displaystyle \ L=(Gh/c^{3})^{1/2}\,}                      | 4,05 × 10−35 m                         |
| terület, keresztmetszet                       | {\displaystyle \ A=Gh/c^{3}\,}                              | 1,64 × 10−69 m²                        |
| térfogat                                      | {\displaystyle \ V=(G^{3}h^{3}/c^{9})^{1/2}\,}              | 6,64 × 10−104 m³                       |
| idő                                           | {\displaystyle \ t=(Gh/c^{5})^{1/2}\,}                      | 1,35 × 10−43 s                         |
| tömeg                                         | {\displaystyle \ m=(hc/G)^{1/2}\,}                          | 5,46 × 10−8 kg                         |
| sűrűség                                       | {\displaystyle \ \rho _{m}=c^{5}/G^{2}h\,}                  | 8,24 × 1095 kg/m³                      |
| sebesség                                      | {\displaystyle \ v=c\,}                                     | 3,00 × 108 m/s                         |
| gyorsulás (és gravitációs térerő)             | {\displaystyle \ a=(c^{7}/Gh)^{1/2}\,}                      | 2,22 × 1051 m/s²                       |
| erő                                           | {\displaystyle \ F=c^{4}/G\,}                               | 1,21 × 1044 N                          |
| nyomás és mechanikai feszültség               | {\displaystyle \ P=c^{7}/G^{2}h\,}                          | 7,41 × 10112 Pa                        |
| impulzus, lendület                            | {\displaystyle \ p=(hc^{3}/G)^{1/2}\,}                      | 1,64 × 101 N s                         |
| impulzusmomentum, perdület                    | {\displaystyle \ l=h\,}                                     | 6,63 × 10−34 J s                       |
| energia, munka                                | {\displaystyle \ E=(hc^{5}/G)^{1/2}\,}                      | 4,91 × 109 J                           |
| gravitációs potenciál                         | {\displaystyle \ V_{g}=c^{2}\,}                             | 9,00 × 1016 m²/s²                      |
| teljesítmény                                  | {\displaystyle \ P=c^{5}/G\,}                               | 3,64 × 1052 W                          |
| kisugárzott felületi teljesítmény             | {\displaystyle \ F=c^{8}/G^{2}h\,}                          | 2,22 × 10121 W/m²                      |
| elektromos töltés                             | {\displaystyle \ Q=e\,}                                     | 1,60 × 10−19 C                         |
| elektromos töltés                             | {\displaystyle \ Q=(h/c\mu _{0})^{1/2}\,}                   | 1,32 × 10−18 C                         |
| elektromos töltéssűrűség                      | {\displaystyle \ \rho _{e}=(e^{2}c^{9}/G^{3}h^{3})^{1/2}\,} | 2,41 × 1084 C/m³                       |
| elektromos áram                               | {\displaystyle \ I=(e^{2}c^{5}/Gh)^{1/2}\,}                 | 1,19 × 1024 A                          |
| villamos áramsűrűség                          | {\displaystyle \ J=(e^{2}c^{11}/G^{3}h^{3})^{1/2}\,}        | 7,24 × 1092 A/m²                       |
| elektromos térerősség                         | {\displaystyle \ E=c^{4}/Ge\,}                              | 7,59 × 1062 N/C                        |
| mágneses térerősség                           | {\displaystyle \ B=c^{3}/Ge\,}                              | 2,53 × 1054 T                          |
| elektromos potenciál és elektromos feszültség | {\displaystyle \ V=(hc^{5}/Ge^{2})^{1/2}\,}                 | 3,90 × 1015 V                          |
| mágneses potenciál                            | {\displaystyle \ A_{mag}=(hc^{3}/Ge^{2})^{1/2}\,}           | 1,02 × 1020 T m                        |
| elektromos dipólusmomentum                    | {\displaystyle \ \mu _{e}=(Ghe^{2}/c^{3})^{1/2}\,}          | 6,48 × 10−54 C m                       |
| mágneses dipólusmomentum                      | {\displaystyle \ \mu _{mag}=(Ghe^{2}/c)^{1/2}\,}            | 1,94 × 10−45 C m²/s                    |
| elektromos ellenállás                         | {\displaystyle \ R=h/e^{2}\,}                               | 2,59 × 104 {\displaystyle \ \Omega \,} |
| elektromos kapacitás                          | {\displaystyle \ C=(Ge^{4}/hc^{5})^{1/2}\,}                 | 5,21 × 10−48 F                         |
| mágneses fluxus                               | {\displaystyle \ \phi _{B}=h/e\,}                           | 4,14 × 10−15 T m²                      |
| induktivitás                                  | {\displaystyle \ H=(Gh^{3}/e^{4}c^{5})^{1/2}\,}             | 3,49 × 10−39 H                         |

## Külső források
- Sixty Symbols, University of Nottingham
- IUPAC - Gold Book
- A hiperfizika honlapja
- Watt mérleg